# Opuntia delaetiana
Opuntia delaetiana ist eine Pflanzenart in der Gattung der Opuntien (Opuntia) aus der Familie der Kakteengewächse (Cactaceae). Das Artepitheton delaetiana ehrt den belgischen Kaffeeimporteur und Sukkulentenspezialisten Frans de Laet aus Kontich.

## Beschreibung
Opuntia delaetiana wächst strauchig bis baumförmig. Die leuchtend grünen, dünnen, etwas gewellten, schmal länglichen Triebabschnitte sind bis zu 25 Zentimeter lang und bis zu 8 Zentimeter breit. Die pfriemlichen Blattrudimente sind bis zu 4 Millimeter lang. Die Areolen sind groß, Glochiden fehlen zunächst und sind dann braun. Die drei bis fünf geraden Dornen sind gelblich braun und bis zu 4 Zentimeter lang.
Die radförmigen orangefarbenen Blüten erreichen Durchmesser von 5 bis 7 Zentimeter. Die roten, länglichen bis  birnenförmigen Früchte sind 5 bis 7 Zentimeter lang und weisen Durchmesser von 3 bis 5 Zentimeter auf.

## Verbreitung und Systematik
Opuntia delaetiana ist in Paraguay und im Nordosten Argentiniens verbreitet.
Die Erstbeschreibung als Opuntia elata var. delaetiana erfolgte 1904 durch Frédéric Albert Constantin Weber. Friedrich Karl Johann Vaupel erhob die Varietät 1913 in den Rang einer Art.

## Nachweise